# Coppa Italia 2024-2025 (calcio femminile)
L'edizione 2024-2025 è stata la cinquantatreesima della storia della Coppa Italia di calcio femminile. La competizione è iniziata il 25 agosto 2024 e si è conclusa il 17 maggio 2025. Il torneo è stato vinto dalla Juventus per la quarta volta nella sua storia, dopo aver sconfitto in finale la Roma.

## Squadre partecipanti
Partecipano alla competizione 26 squadre: le 10 di Serie A e le 16 di Serie B. 
La graduatoria è stata composta indicando la vincitrice dell'edizione precedente al primo posto, quindi, a seconda della posizione nella classifica finale del campionato nella stagione precedente, prima le squadre di Serie A, poi quelle di serie B; in particolare, il decimo posto è assegnato alla squadra promossa in Serie A, mentre l'undicesima alla retrocessa in Serie B.
| Squadre    | Rank    |
| Serie A    | Serie A |
| ---------- | ------- |
| Roma       | 1       |
| Juventus   | 2       |
| Fiorentina | 3       |
| Sassuolo   | 4       |
| Inter      | 5       |
| Milan      | 6       |
| Como       | 7       |
| Sampdoria  | 8       |

| Squadre         | Rank    |
| Serie A         | Serie A |
| --------------- | ------- |
| Napoli          | 9       |
| Lazio           | 10      |
| Serie B         |         |
| Ternana         | 11      |
| Parma           | 12      |
| Cesena          | 13      |
| ChievoVerona FM | 14      |
| Verona          | 15      |
| Genoa           | 16      |
| Bologna         | 17      |
| Brescia         | 18      |
| Arezzo          | 19      |
| Res Roma        | 20      |
| San Marino      | 21      |
| Freedom         | 22      |

| Squadre          | Rank    |
| Serie B          | Serie B |
| ---------------- | ------- |
| Lumezzane        | 23      |
| Vis Mediterranea | 24      |
| Academy Pavia    | 25      |
| Orobica          | 26      |

## Date
Le date della manifestazione, eccetto quella della finale, sono state comunicate assieme al tabellone principale.
| Fase                        | Turno                | Data                           |                                |
| --------------------------- | -------------------- | ------------------------------ | ------------------------------ |
| Turno preliminare           | Turno preliminare    | 25 agosto 2024                 | 25 agosto 2024                 |
| Fase a eliminazione diretta | Sedicesimi di finale | 7-8 settembre 2024             | 7-8 settembre 2024             |
| Fase a eliminazione diretta | Ottavi di finale     | 5-6 novembre 2024              | 5-6 novembre 2024              |
| Fase a eliminazione diretta | Quarti di finale     | 15-16, 28-29-30 gennaio 2025   | 15-16, 28-29-30 gennaio 2025   |
| Fase a eliminazione diretta | Semifinali           | 15-16 febbraio, 5-6 marzo 2025 | 15-16 febbraio, 5-6 marzo 2025 |
| Fase a eliminazione diretta | Finale               | 17 maggio 2025                 | 17 maggio 2025                 |

## Formula
Alla competizione prendono parte le 10 squadre partecipanti alla Serie A e le 16 squadre partecipanti alla Serie B. La formula è rimasta inalterata rispetto all'edizione precedente. La prima fase è un turno preliminare che coinvolge le ultime quattro squadre della graduatoria, la seconda è caratterizzata da una fase a eliminazione diretta alla quale prendono parte le due vincitrici del turno preliminare e le 22 squadre rimanenti: le prime otto squadre in graduatoria entrano a partire dagli ottavi di finale, mentre tutte le altre dai sedicesimi di finale. Il turno preliminare, i sedicesimi e gli ottavi si giocano in gare di sola andata, mentre i quarti di finale si disputano su gare di andata e ritorno, come le semifinali, mentre la finale si disputa su gara unica in campo neutro.

## Turno preliminare
Al turno preliminare hanno preso parte le ultime quattro squadre della graduatoria, ossia Lumezzane e Vis Mediterranea, neopromosse in Serie B, e Academy Pavia e Orobica, ripescate in Serie B.
| Squadra 1        | Risultato       | Squadra 2     |
| ---------------- | --------------- | ------------- |
| 25 agosto 2024   |                 |               |
| Lumezzane        | 1 - 3           | Orobica       |
| Vis Mediterranea | 0 - 0 (7-6 dtr) | Academy Pavia |

| Arbitro: | Branzoni (Mestre) |

|           |           |                                   |
| Pinna 73’ | Marcatori | 3’ Cattuzzo 8’ Piazza 27’ Mariani |

| Arbitro: | Velocci (Frosinone) |

|  |                      |  |
|  | Tiri di rigore 7 – 6 |  |

## Fase a eliminazione diretta

### Sedicesimi di finale
Ai sedicesimi di finale hanno avuto accesso le 2 vincitrici del turno preliminare e le squadre dal nono al ventiduesimo posto in graduatoria. Si svolgono ad eliminazione diretta in gare di sola andata.
| Squadra 1          | Risultato   | Squadra 2       |
| ------------------ | ----------- | --------------- |
| 7-8 settembre 2024 |             |                 |
| Bologna            | 3 - 0       | Genoa           |
| Vis Mediterranea   | 2 - 5       | Napoli          |
| San Marino         | 0 - 3       | Parma           |
| Res Roma           | 3 - 4 (dts) | Cesena          |
| Arezzo             | 2 - 0       | ChievoVerona FM |
| Freedom            | 2 - 1 (dts) | Ternana         |
| Orobica            | 1 - 2       | Lazio           |
| Brescia            | 1 - 2       | Verona          |

| Arbitro: | El Ella (Milano) |

|                                 |           |                      |
| Tamborini 18’ Imprezzabile 101’ | Marcatori | 46’ (rig.) Regazzoli |

| Arbitro: | Guiotto (Schio) |

|              |           |                               |
| Cattuzzo 46’ | Marcatori | 40’ (rig.) Piemonte 71’ Kaján |

| Arbitro: | Cipolloni (Foligno) |

|                 |           |  |
| Fracas 30’, 56’ | Marcatori |  |

| Arbitro: | Barbatelli (Macerata) |

|  |           |                                |
|  | Marcatori | 9’ Cox 30’ Ferrario 75’ Kajzba |

| Arbitro: | Dallagà (Rovigo) |

|                                                     |           |  |
| Battelani 49’ Söndergaard 84’ Gelmetti 90+3’ (rig.) | Marcatori |  |

| Arbitro: | Scarpati (Formia) |

|                                       |           |                                                                  |
| Pettenuzzo 27’ (aut.) Cinquegrana 80’ | Marcatori | 4’ Banusic 9’ Martinovic 40’ Sciabica 56’ Pettenuzzo 75’ Moretti |

| Arbitro: | Palmieri (Avellino) |

|                                      |           |                                                  |
| Montesi 37’ Iannazzo 45+1’ Pezzi 92’ | Marcatori | 17’ Jansen 84’ S. Testa 106’ Tironi 107’ Petrova |

| Arbitro: | Bonasera (Enna) |

|              |           |                              |
| Brayda 90+2’ | Marcatori | 27’ Casellato 88’ Duchnowska |

### Ottavi di finale
Agli ottavi di finale hanno avuto accesso le 8 vincitrici dei sedicesimi di finale e le squadre dal primo all'ottavo posto in graduatoria. Si sono svolti ad eliminazione diretta in gare di sola andata.
| Squadra 1         | Risultato   | Squadra 2  |
| ----------------- | ----------- | ---------- |
| 5-6 novembre 2024 |             |            |
| Bologna           | 0 - 6       | Roma       |
| Napoli            | 1 - 0       | Sampdoria  |
| Parma             | 2 - 5 (dts) | Inter      |
| Cesena            | 0 - 2       | Sassuolo   |
| Arezzo            | 0 - 1       | Fiorentina |
| Freedom           | 0 - 2       | Milan      |
| Lazio             | 7 - 2       | Como       |
| Verona            | 0 - 4       | Juventus   |

| Arbitro: | Amadei (Terni) |

|                                                                    |           |                         |
| Colombo 4’, 43’ Kaján 15’, 51’, 65’ Baltrip-Reyes 83’ Visentin 87’ | Marcatori | 56’ Picchi 85’ Nischler |

| Arbitro: | Cerea (Bergamo) |

|  |           |                                                                                      |
|  | Marcatori | 16’ Glionna 29’ Dragoni 72’ (rig.) Kumagai 78’ Corelli 87’ (rig.) Haavi 90+2’ Greggi |

| Arbitro: | Colelli (Ostia Lido) |

|              |           |  |
| Langella 80’ | Marcatori |  |

| Arbitro: | Mazzer (Conegliano) |

|  |           |                          |
|  | Marcatori | 67’ Stokić 70’ Marinelli |

| Arbitro: | Giordani (Aprilia) |

|  |           |          |
|  | Marcatori | 2’ Eržen |

| Arbitro: | Massari (Torino) |

|                        |           |                                                           |
| Kajzba 73’ Rognoni 75’ | Marcatori | 32’ Bugeja 79’, 112’ Cambiaghi 101’ Karchouni 107’ Magull |

| Arbitro: | Martini (Valdarno) |

|  |           |                              |
|  | Marcatori | 5’ Monterubbiano 51’ Caiazzo |

| Arbitro: | Kovacevic (Arco Riva) |

|  |           |                                                  |
|  | Marcatori | 4’ Cantore 6’ Beccari 10’ Boattin 20’ Vangsgaard |

### Quarti di finale
Ai quarti di finale hanno avuto accesso le 8 vincitrici degli ottavi di finale. Si sono svolti ad eliminazione diretta in gare di andata e ritorno.
| Squadra 1                    | Totale | Squadra 2  | Andata | Ritorno     |
| ---------------------------- | ------ | ---------- | ------ | ----------- |
| 15-16, 28-29-30 gennaio 2025 |        |            |        |             |
| Napoli                       | 2 - 3  | Roma       | 0 - 1  | 2 - 2       |
| Inter                        | 2 - 3  | Sassuolo   | 1 - 1  | 1 - 2 (dts) |
| Milan                        | 1 - 3  | Fiorentina | 1 - 1  | 0 - 2       |
| Lazio                        | 4 - 5  | Juventus   | 1 - 3  | 3 - 2       |

#### Andata
| Arbitro: | Frasynyak (Gallarate) |

|              |           |                                           |
| Piemonte 50’ | Marcatori | 41’ Bonansea 86’ Vangsgaard 90+2’ Cantore |

| Arbitro: | Dorillo (Torino) |

|  |           |             |
|  | Marcatori | 73’ Dragoni |

| Arbitro: | Gauzolino (Torino) |

|              |           |                     |
| Arrigoni 48’ | Marcatori | 32’ (rig.) Severini |

| Arbitro: | Esposito (Napoli) |

|           |           |              |
| Polli 77’ | Marcatori | 83’ Clelland |

#### Ritorno
| Arbitro: | Migliorini (Verona) |

|                                      |           |           |
| De Rita 90+4’ Milinković 106’ (aut.) | Marcatori | 3’ Bugeja |

| Arbitro: | Manzo (Torre Annunziata) |

|                                         |           |  |
| Giuliani 31’ (aut.) Severini 76’ (rig.) | Marcatori |  |

| Arbitro: | Tropiano (Bari) |

|                          |           |                         |
| Glionna 62’ Linari 90+5’ | Marcatori | 66’ Andrup 90’ Sciabica |

| Arbitro: | Poli (Verona) |

|                   |           |                                |
| Kullberg 79’, 88’ | Marcatori | 21’, 48’ Simonetti 45+1’ Kaján |

### Semifinali
Alle semifinali hanno avuto accesso le 4 vincitrici dei quarti di finale. Si sono svolte ad eliminazione diretta in gare di andata e ritorno.
| Squadra 1                      | Totale | Squadra 2 | Andata | Ritorno |
| ------------------------------ | ------ | --------- | ------ | ------- |
| 15-16 febbraio, 5-6 marzo 2025 |        |           |        |         |
| Sassuolo                       | 1 - 6  | Roma      | 1 - 3  | 0 - 3   |
| Fiorentina                     | 2 - 4  | Juventus  | 2 - 3  | 0 - 1   |

#### Andata
| Arbitro: | Tona Mbei (Cuneo) |

|             |           |                                    |
| Mihelič 86’ | Marcatori | 3’ Viens 26’ Corelli 74’ Giugliano |

| Arbitro: | Gasperotti (Rovereto) |

|                          |           |                                         |
| Bonfantini 10’ Færge 13’ | Marcatori | 5’ Harviken 35’ Bonansea 75’ Vangsgaard |

#### Ritorno
| Arbitro: | Zago (Conegliano) |

|                               |           |  |
| Pilgrim 31’ Giacinti 39’, 64’ | Marcatori |  |

| Arbitro: | Drigo (Portogruaro) |

|          |           |  |
| Godø 24’ | Marcatori |  |

### Finale
| Arbitro: | Colombo (Como) |

|                                                |           |  |
| Girelli 13’ (rig.), 34’ Cantore 21’ Thomas 30’ | Marcatori |  |

| Juventus | Roma |

| P                  | 16 | Pauline Peyraud-Magnin |     |     |
| D                  | 5  | Mathilde Harviken      | 56’ | 66’ |
| D                  | 23 | Cecilia Salvai         |     |     |
| D                  | 4  | Emma Kullberg          |     |     |
| C                  | 13 | Lisa Boattin           |     | 84’ |
| C                  | 6  | Eva Schatzer           |     |     |
| C                  | 33 | Abi Brighton           |     | 76’ |
| C                  | 19 | Lindsey Thomas         |     |     |
| A                  | 10 | Cristiana Girelli      |     | 76’ |
| A                  | 11 | Barbara Bonansea       |     | 66’ |
| A                  | 9  | Sofia Cantore          |     |     |
| A disposizione:    |    |                        |     |     |
| P                  | 31 | Alessia Capelletti     |     |     |
| P                  | 44 | Lysianne Proulx        |     |     |
| D                  | 22 | Valentina Bergamaschi  |     | 84’ |
| D                  | 25 | Viola Calligaris       |     | 66’ |
| D                  | 71 | Martina Lenzini        |     |     |
| C                  | 8  | Martina Rosucci        |     |     |
| C                  | 15 | Hanna Bennison         |     | 76’ |
| C                  | 27 | Paulina Krumbiegel     |     |     |
| A                  | 7  | Alisha Lehmann         |     |     |
| A                  | 14 | Amalie Vangsgaard      |     | 76’ |
| A                  | 17 | Emma Stølen Godø       |     | 66’ |
| A                  | 18 | Chiara Beccari         |     |     |
| Allenatore:        |    |                        |     |     |
| Massimiliano Canzi |    |                        |     |     |

| P                 | 12 | Camelia Ceasar       |       |     |
| D                 | 25 | Frederikke Thøgersen |       |     |
| D                 | 2  | Moeka Minami         |       |     |
| D                 | 32 | Elena Linari         |       | 72’ |
| D                 | 3  | Lucia Di Guglielmo   |       |     |
| C                 | 10 | Manuela Giugliano    |       |     |
| C                 | 51 | Sanne Troelsgaard    | 45+2’ | 46’ |
| C                 | 24 | Kathrine Møller Kühl |       | 84’ |
| A                 | 18 | Benedetta Glionna    |       | 46’ |
| A                 | 9  | Valentina Giacinti   |       | 72’ |
| A                 | 11 | Emilie Haavi         |       |     |
| A disposizione:   |    |                      |       |     |
| P                 | 30 | Isabella Kresche     |       |     |
| P                 | 52 | Liliana Merolla      |       |     |
| D                 | 6  | Oihane Valdezate     |       |     |
| D                 | 19 | Shukurat Oladipo     |       |     |
| D                 | 23 | Hawa Cissoko         |       | 72’ |
| C                 | 22 | Marta Pandini        |       |     |
| C                 | 48 | Kim Shin-ji          |       | 84’ |
| A                 | 7  | Evelyne Viens        |       | 46’ |
| A                 | 16 | Alice Corelli        |       | 72’ |
| A                 | 17 | Alayah Pilgrim       |       | 46’ |
| A                 | 21 | Mia Pante            |       |     |
| Allenatore:       |    |                      |       |     |
| Alessandro Spugna |    |                      |       |     |

| Assistenti arbitrali: Carmine De Vito (Napoli) Luigi Ingenito (Piombino) Quarto ufficiale: Michele Pasculli (Como) | Regole dell'incontro: - due tempi regolamentari da 45 minuti ciascuno; - due tempi supplementari da 15 minuti ciascuno in caso di parità; - tiri di rigore in caso di ulteriore parità; inizialmente cinque per squadra, e a oltranza fino a spareggio in caso di ulteriore parità; - cinque sostituzioni permesse nei tempi regolamentari; una sesta permessa nei tempi supplementari. |